# Alberto Molinari
Alberto Molinari (Roma, 14 aprile 1965) è un attore e regista italiano.

## Biografia
Molinari debutta nel 1988 nel cortometraggio Un bel dì vedremo di Vito Zagarrio.
Nel 1998 recita nel film Simpatici & antipatici di Christian De Sica. Partecipa a svariate fiction televisive italiane, interpretando, tra gli altri, i ruoli di Ricky Simone ne Il bello delle donne (2001), il maggiore Quinto ne L'uomo sbagliato (2005), Massimo in Zodiaco (2008), ed Achille Gandolfin ne Il sangue e la rosa (2008).
Nel 2010 è nel cast principale della serie televisiva Io e mio figlio - Nuove storie per il commissario Vivaldi. Molinari è anche produttore, sceneggiatore e regista di cortometraggi e documentari. Nel 2013 interpreta l'alpinista Riccardo Cassin nella fiction K2 - La montagna degli italiani. Nel 2017 è un componente del cast principale della serie televisiva Scomparsa.

## Filmografia

### Attore – cinema
- Il cuore di mamma, regia di Gioia Benelli (1988)[1]
- Un bel di' vedremo, regia di Vito Zagarrio (1988)
- Non è romantico?, regia di Giovanna Sonnino (1991)
- Volevamo essere gli U2, regia di Andrea Barzini (1992)
- Ritorno a Parigi, regia di Maurizio Rasio (1994)
- Cuore cattivo, regia di Umberto Marino (1995)
- Cronaca di un amore violato, regia di Giacomo Battiato (1996)
- Con rabbia e con amore, regia di Alfredo Angeli (1997)
- Il bagno turco, regia di Ferzan Özpetek (1997)
- Simpatici & antipatici, regia di Christian De Sica (1998)
- L'appuntamento, regia di Veronica Bilbao La Vieja (2001)
- La verità vi prego sull'amore, regia di Francesco Apolloni (2001)
- L'estate addosso, regia di Gabriele Muccino (2016)
- Nevermind, regia di Eros Puglielli (2018)
- Addio al nubilato, regia di Francesco Apolloni (2021)

### Attore – televisione
- Una lepre con la faccia di bambina, regia di Gianni Serra – film TV (1989)
- Pronto soccorso – serie TV (1990)
- Stelle in fiamme, regia di Italo Moscati – film TV (1990)
- Olocausto privato, regia di Franca Alessio – film TV (1991)
- Piccole speranze, regia di Paolo Poeti – serie TV (1992)
- Uno di noi, regia di Fabrizio Costa – serie TV (1996)
- Solo x te, regia di Maria Carmela Cicinnati e Peter Exacoustos – film TV (1998)
- Nanà, regia di Alberto Negrin – film TV (1999)
- Meglio tardi che mai, regia di Luca Manfredi – film TV (1999)
- Commesse, regia di Giorgio Capitani (1999)
- Lui e lei, regia di Francesca Lodoli – serie TV (1999)
- Don Matteo - episodio Delitto accademico, regia di Enrico Oldoini – serie TV (2000)
- L'impero, regia di Lamberto Bava – serie TV (2001)
- Turbo, regia di Antonio Bonifacio – serie TV (2001)
- Il bello delle donne, registi vari – serie TV (2001-2003)
- Il maresciallo Rocca 3, regia di Giorgio Capitani e José María Sánchez – serie TV (2001)
- Maria José - L'ultima regina, regia di Carlo Lizzani – miniserie TV (2002)
- Un posto tranquillo, regia di Luca Manfredi – serie TV (2003)
- Un papà quasi perfetto, regia di Maurizio Dell'Orso – miniserie TV (2003)
- Con le unghie e con i denti, regia di Pier Francesco Pingitore – miniserie TV (2004)
- Part time, regia di Angelo Longoni – miniserie TV (2004)
- Amiche, regia di Paolo Poeti (2004)
- L'uomo sbagliato, regia di Stefano Reali – miniserie TV (2005)
- I colori della vita, regia di Stefano Reali – miniserie TV (2005)
- La signora delle camelie, regia di Lodovico Gasparini – film TV (2005)
- L'uomo che sognava con le aquile, regia di Vittorio Sindoni – miniserie TV (2006)
- Di che peccato sei?, regia di Pier Francesco Pingitore – film TV (2007)
- Donne sbagliate, regia di Monica Vullo – miniserie TV (2007)
- Provaci ancora prof!, regia di Rossella Izzo – serie TV, episodio Dietro la porta (2007)
- Senza via d'uscita - Un amore spezzato, regia di Giorgio Serafini – serie TV (2007)
- Io ti assolvo, regia di Monica Vullo (2008)
- Zodiaco, regia di Eros Puglielli (2008)
- Il sangue e la rosa – miniserie TV (2008)
- I Cesaroni, regia di Francesco Pavolini – serie TV, episodio 3x23 (2009)
- Bakhita - La santa africana, regia di Giacomo Campiotti – miniserie TV (2009)
- So che ritornerai, regia di Eros Puglielli – film TV (2009)
- Io e mio figlio - Nuove storie per il commissario Vivaldi, regia di Luciano Odorisio – serie TV (2010)
- Paura di amare, regia di Vincenzo Terracciano – miniserie TV (2010-2013)
- Viso d'angelo, regia di Eros Puglielli – serie TV (2011)
- Gli anni spezzati - L'ingegnere – serie TV (2014)
- Non è mai troppo tardi, regia di Giacomo Campiotti – miniserie TV (2014)
- Braccialetti rossi, regia di Giacomo Campiotti – serie TV (2014)
- Rimbocchiamoci le maniche, regia di Stefano Reali – serie TV (2016)
- L'onore e il rispetto - Parte quinta, regia di Alessio Inturri – serie TV (2017)
- Amore pensaci tu, regia di Vincenzo Terracciano – serie TV (2017)
- Scomparsa, regia di Fabrizio Costa – serie TV (2017)
- Una pallottola nel cuore, regia di Luca Manfredi – serie TV (2017)
- Non dirlo al mio capo, regia di Riccardo Donna – serie TV (2018)
- Bella da morire, regia di Andrea Molaioli – miniserie TV (2020)
- I bastardi di Pizzofalcone, regia di Monica Vullo – serie TV, episodi 3x01-3x02-3x04 (2021)

### Produttore
- Josef Koudelka, regia di Francesco Cabras e Alberto Molinari (1999)
- Corpi, il '900 scolpito, regia di Francesco Cabras e Alberto Molinari (2000)
- Il compromesso - La tomba di Giulio II e la tragedia di Michelangelo, regia di Francesco Cabras e Alberto Molinari (2000)
- L'arsenale di Pippo, regia di Francesco Cabras e Alberto Molinari (2004)
- Intervallo. Trinità d'Agultu-Luras, regia di Francesco Cabras e Alberto Molinari (2006)

### Regista (con Francesco Cabras)
- Santarcangelo dei teatri (1999)
- Her Bijit (1999)
- Punti di vista: le dame veneziane, Augusto Gentili (1999)
- Punti di vista: l'Arsenale di Venezia con Massimo Barbero (1999)
- Una grande fortuna (2002)
- The Big Question (2004)
- Su mandala (2006)
- Josef Koudelka (1999)
- La montagna cava (2000)
- Corpi, il '900 scolpito (2000)
- Il compromesso - La tomba di Giulio II e la tragedia di Michelangelo (2000)
- L'arsenale di Pippo (2004)
- Intervallo. Trinità d'Agultu-Luras (2006)

### Regista di videoclip
- Al Di Meola - Morocco Fantasia (2010)
- Caparezza - Tutto ciò che c'è (2000), La fitta sassaiola dell'ingiuria (2000), La mia parte intollerante (2006)
- Carlos Sabillón - Buscarte (2000), Convenceme (2000)
- Discoverland - Stayin' Alive (2015)
- Fava & Liguori - Guida e basta (2018)
- Gigi Finizio - Due parole (2003)
- Giorgia - Save the World (2001)
- Leo Pari - La metro C (2015)
- Max Gazzè - Il timido ubriaco (2000), Non era previsto (2001), Annina (2004)
- Michelacci - Navigatore emozionale (2010)
- Miele feat. Slings - Flaconi di divertimento (2000)
- Nada - Luna in piena (2007), È un momento difficle, tesoro (2019)
- Neri per Caso - Amore psicologico (2002)
- Nexuno - Sarò (2009)
- Pierson - Goodbye Is My Name (2001)
- Pippo Pollina feat. Franco Battiato e Nada - Finnegan's Wake[2] (1999)
- Roberto Angelini - Condor (2021), L'era glaciale (2023)
- Rosario Di Bella - Portami via (2006)
- Samle - Shoot Me Down (2004)
- Sergio Cammariere - Sorella mia (2002), Via da questo mare (2003), Tutto quello che un uomo (2003), Mano nella mano (2014)
- Thee Elephant - Home (2014)
- Veeblefetzer - La notte (2019)
- Veronica Lock - Allora ciao intanto (2003), Senza una parola (2003)
- Velvet - Nascosto dietro un vetro (2001)
- Yuri Mrakadi - Birasm el bayh' (2003)